# Homorthodes discreta
Homorthodes discreta är en fjärilsart som beskrevs av Barnes och Mcdunnough 1916. Homorthodes discreta ingår i släktet Homorthodes och familjen nattflyn. Inga underarter finns listade i Catalogue of Life.